# Couiza
Couiza  (Coisan  en occitan) est une commune française, située dans le Sud-Ouest du département de l'Aude en région Occitanie.
Sur le plan historique et culturel, la commune fait partie du massif des Corbières, un chaos calcaire formant la transition entre le Massif central et les Pyrénées. Exposée à un climat océanique altéré, elle est drainée par l'Aude, la Sals, le ruisseau d'Antugnac. La commune possède un patrimoine naturel remarquable : un site Natura 2000 (les « hautes Corbières ») et deux zones naturelles d'intérêt écologique, faunistique et floristique.
Couiza est une commune rurale qui compte 1 130 habitants en 2022. Elle appartient à l'unité urbaine d'Espéraza. Ses habitants sont appelés les Couizanais ou Couizanaises.
Le patrimoine architectural de la commune comprend un immeuble protégé au titre des monuments historiques : le château, classé en 1913.

## Géographie

### Localisation
Couiza est située au cœur de la haute vallée de l’Aude sur le Sals à 15 kilomètres de Limoux et à 12 km de Quillan. Elle jouxte le village de Montazels, séparée par l'Aude et la petite ville voisine d’Espéraza.

### Communes limitrophes
Les communes limitrophes sont  Coustaussa, Espéraza, Luc-sur-Aude, Montazels, Rennes-le-Château et Rennes-les-Bains.
| Montazels | Luc-sur-Aude      |                  |
| Espéraza  | Couiza            | Coustaussa       |
|           | Rennes-le-Château | Rennes-les-Bains |

### Géologie et relief
Couiza se situe en zone de sismicité 3 (sismicité modérée).

### Voies de communication et transports
- Accès SNCF gare de Couiza-Montazels ou gare d'Espéraza sur la ligne de Carcassonne à Rivesaltes.

### Hydrographie

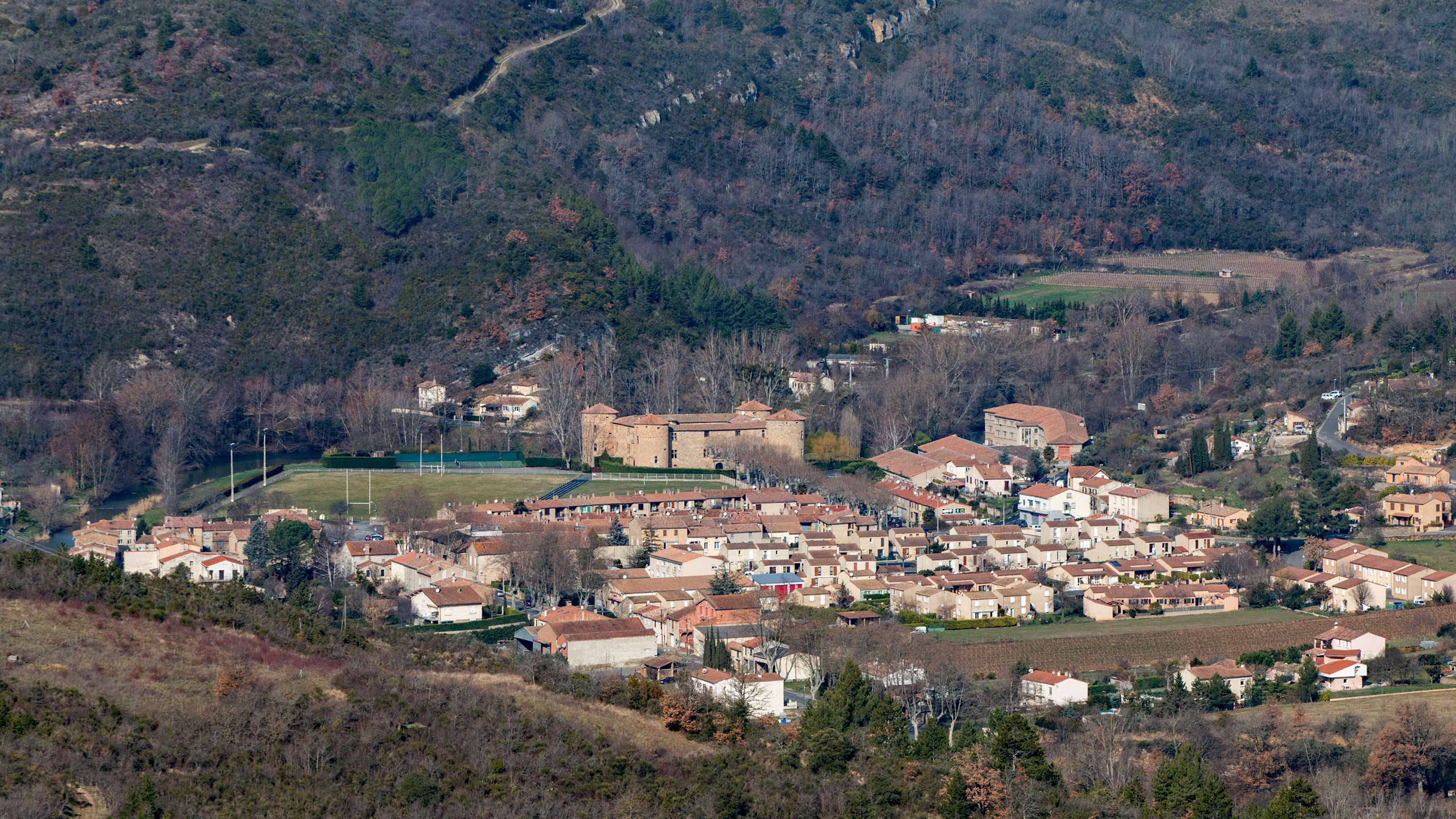
Le village vu de Rennes-le-Château.
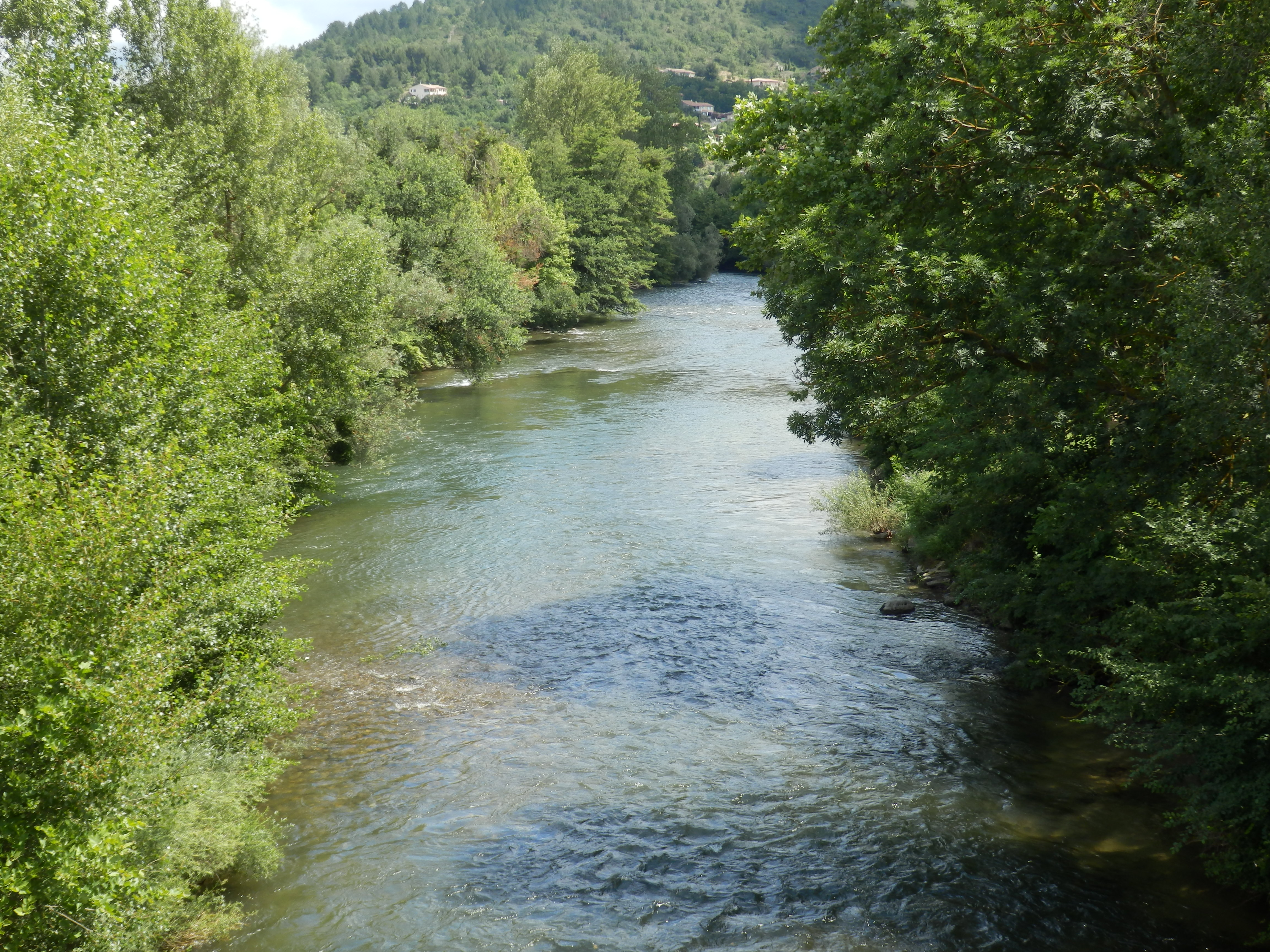
L'Aude à Couiza.
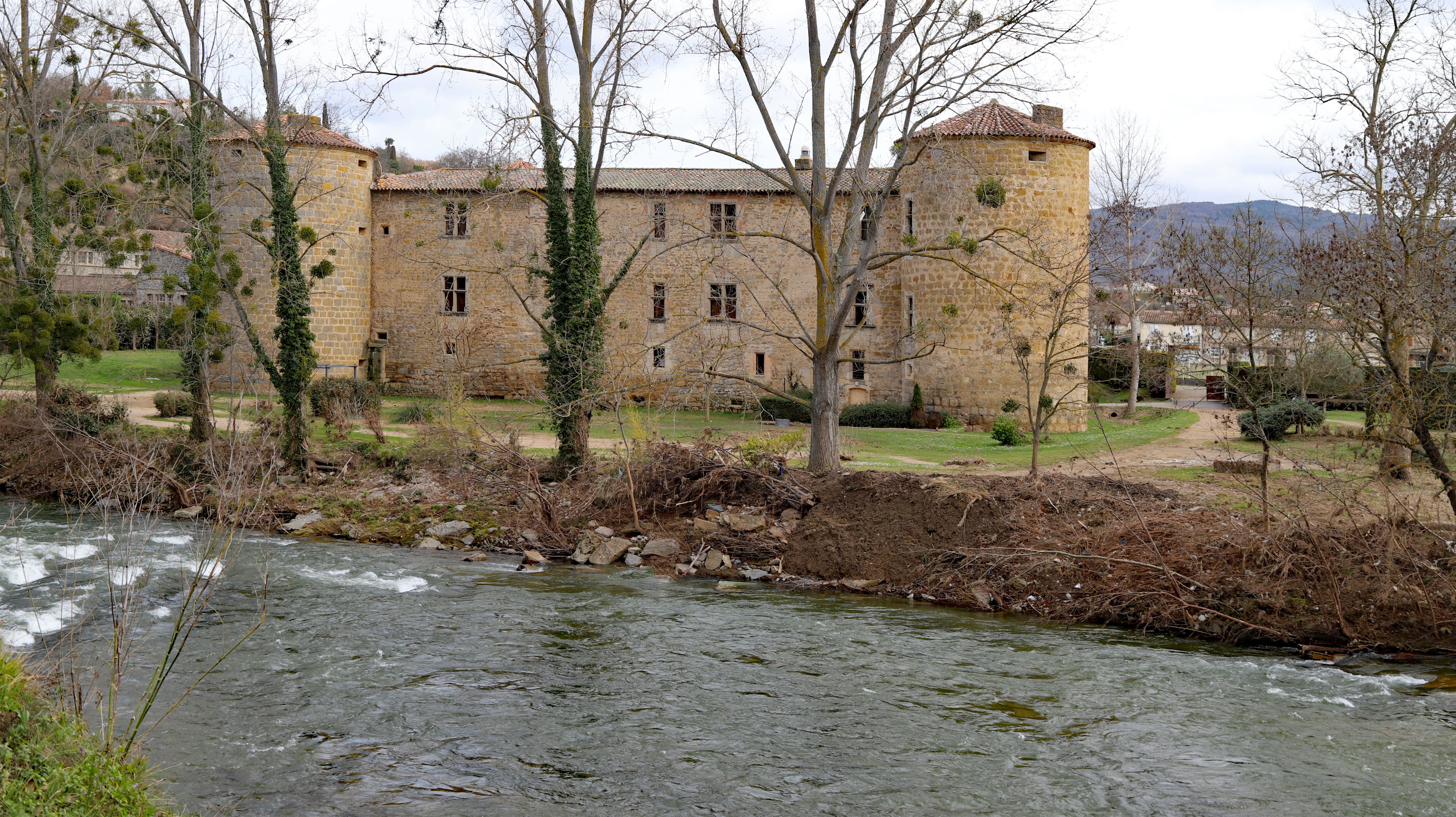
Le fleuve Aude au pied du château.
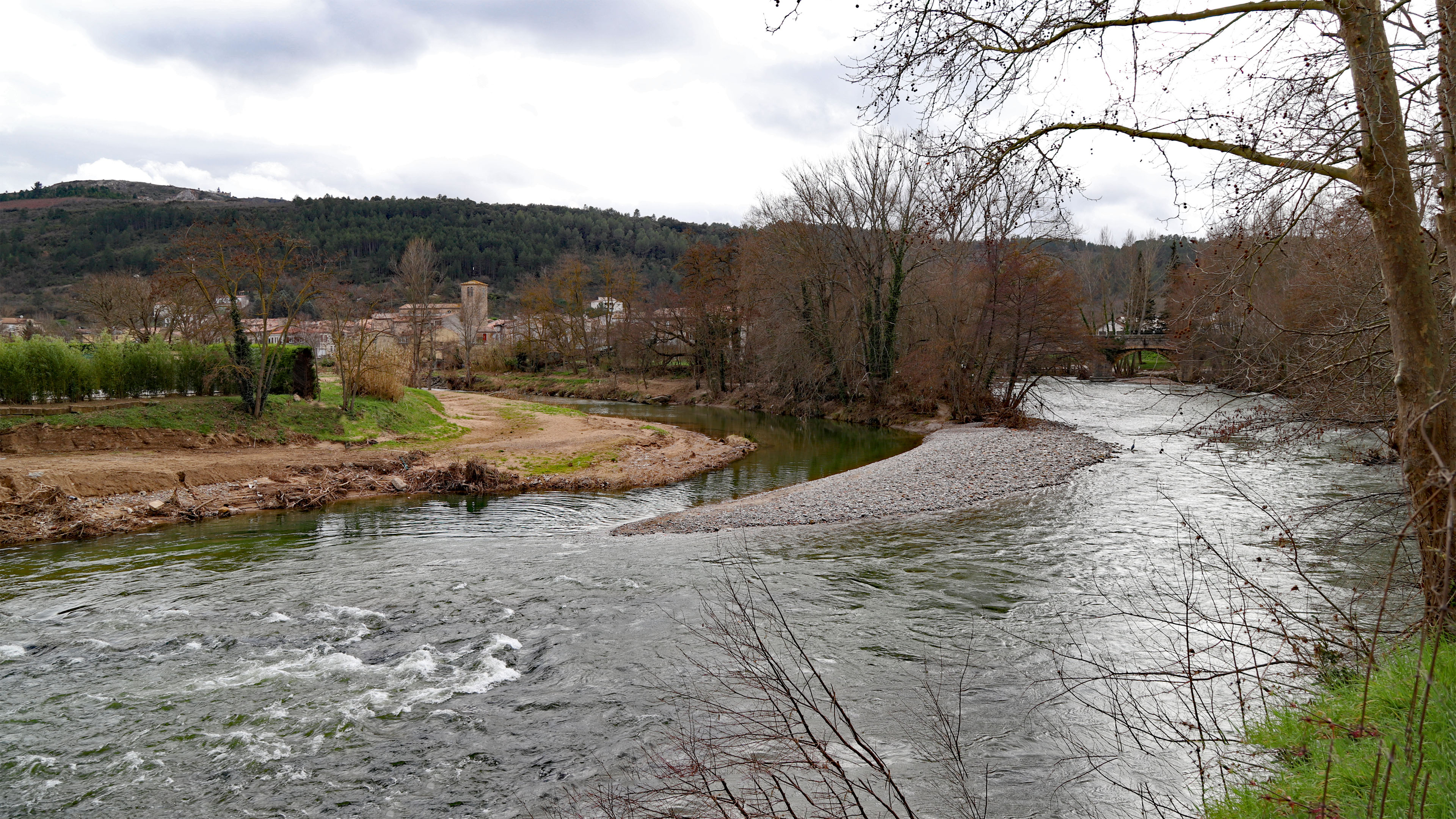
L'Aude à l'aval de Couiza.

Elle est drainée par l'Aude, la Sals et le ruisseau d'Antugnac, qui constituent un réseau hydrographique de 3 km de longueur totale,.
L'Aude, d'une longueur totale de 223,59 km, prend sa source dans la commune des Angles et s'écoule du sud vers le nord. Elle traverse la commune et se jette dans le golfe du Lion à Fleury, après avoir traversé 73 communes.
La Sals, d'une longueur totale de 19,9 km, prend sa source dans la commune de Sougraigne et s'écoule d'est en ouest, puis vers le nord, puis à nouveau vers l'ouest. Elle traverse la commune et se jette dans l'Aude sur le territoire communal, après avoir traversé 5 communes. Une crue remarquable de la Sals à Sals#Crues

### Climat
Pour des articles plus généraux, voir Climat de l'Occitanie et Climat de l'Aude.
En 2010, le climat de la commune est de type climat océanique altéré, selon une étude s'appuyant sur une série de données couvrant la période 1971-2000. En 2020, Météo-France publie une typologie des climats de la France métropolitaine dans laquelle la commune est exposée à un climat de montagne ou de marges de montagne et est dans la région climatique Pyrénées orientales, caractérisée par une faible pluviométrie, un très bon ensoleillement (2 600 h/an), un air sec, particulièrement en hiver et peu de brouillards.
Pour la période 1971-2000, la température annuelle moyenne est de 13,3 °C, avec une amplitude thermique annuelle de 15,4 °C. Le cumul annuel moyen de précipitations est de 813 mm, avec 10 jours de précipitations en janvier et 4,9 jours en juillet. Pour la période 1991-2020, la température moyenne annuelle observée sur la station météorologique la plus proche, située sur la commune de Granès à 5 km à vol d'oiseau, est de 13,5 °C et le cumul annuel moyen de précipitations est de 724,6 mm,. Pour l'avenir, les paramètres climatiques de la commune estimés pour 2050 selon différents scénarios d'émission de gaz à effet de serre sont consultables sur un site dédié publié par Météo-France en novembre 2022.

### Milieux naturels et biodiversité

#### Réseau Natura 2000

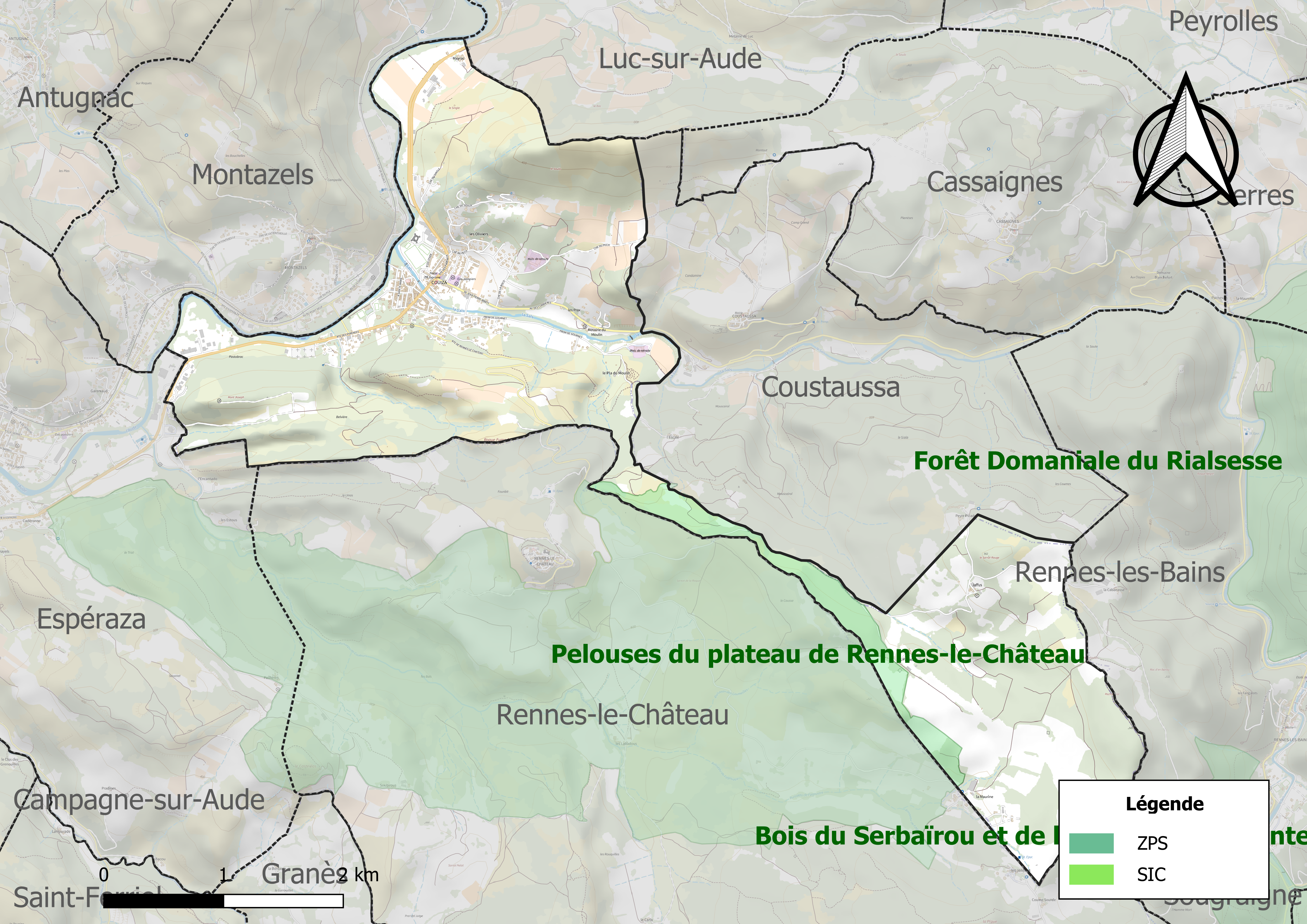
Sites Natura 2000 sur le territoire communal.

Le réseau Natura 2000 est un réseau écologique européen de sites naturels d'intérêt écologique élaboré à partir des directives habitats et oiseaux, constitué de zones spéciales de conservation (ZSC) et de zones de protection spéciale (ZPS). Un site Natura 2000 a été défini sur la commune au titre  de la directive oiseaux : les « hautes Corbières », d'une superficie de 28 398 ha, accueillant une avifaune riche et diversifiée : rapaces tels que les Busards, l'Aigle Royal, le Circaète Jean-le-Blanc, qui trouvent sur place des conditions favorables à la nidification et à leur alimentation du fait de l'importance des milieux ouverts.

#### Zones naturelles d'intérêt écologique, faunistique et floristique
L’inventaire des zones naturelles d'intérêt écologique, faunistique et floristique (ZNIEFF) a pour objectif de réaliser une couverture des zones les plus intéressantes sur le plan écologique, essentiellement dans la perspective d’améliorer la connaissance du patrimoine naturel national et de fournir aux différents décideurs un outil d’aide à la prise en compte de l’environnement dans l’aménagement du territoire.
Une ZNIEFF de type 1 est recensée sur la commune : les « pelouses du plateau de Rennes-le-Château » (738 ha), couvrant 3 communes du département et une ZNIEFF de type 2, : les « Corbières occidentales » (59 005 ha), couvrant 66 communes du département.

Carte des ZNIEFF de type 1 et 2 à Couiza.
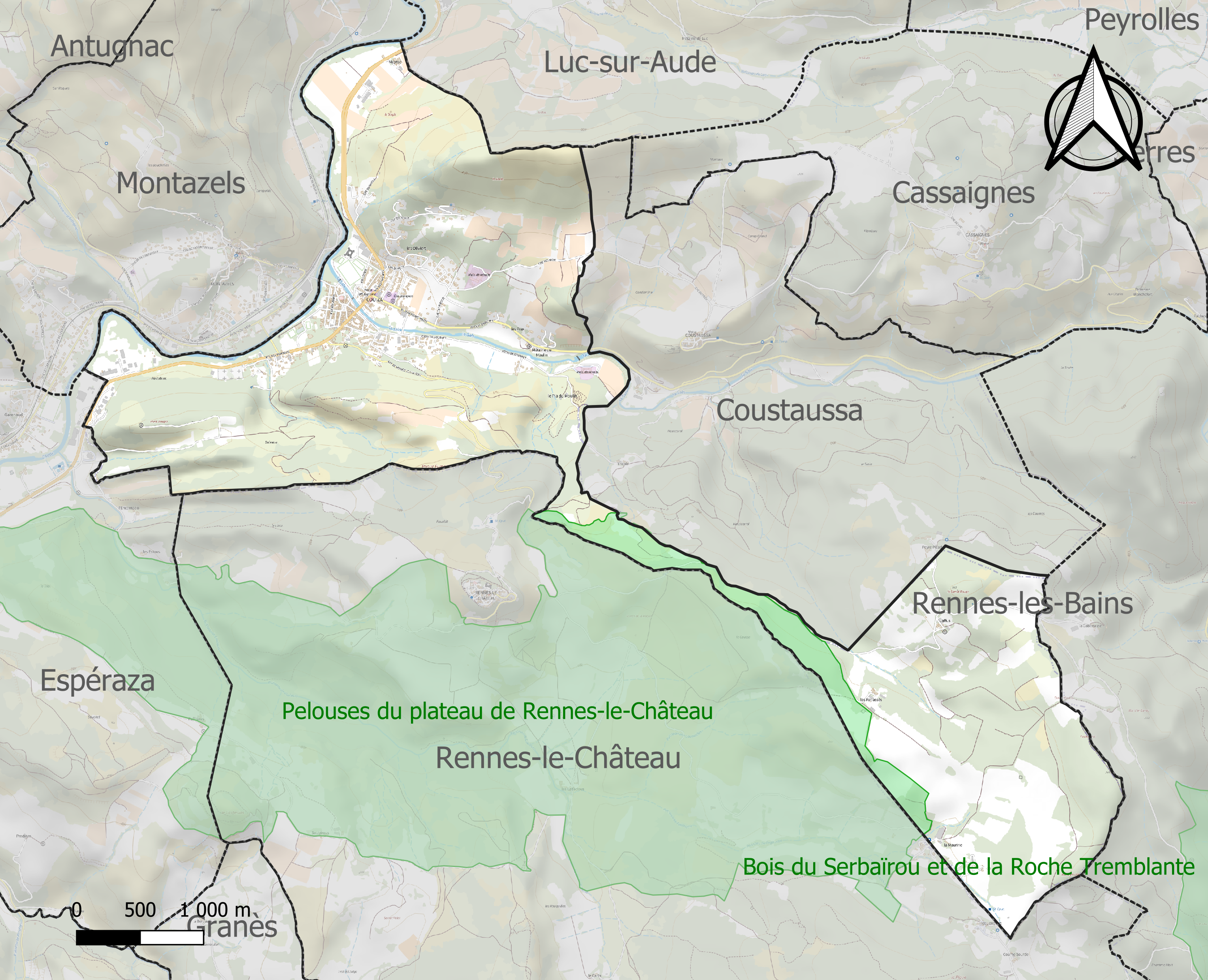
Carte de la ZNIEFF de type 1 sur la commune.
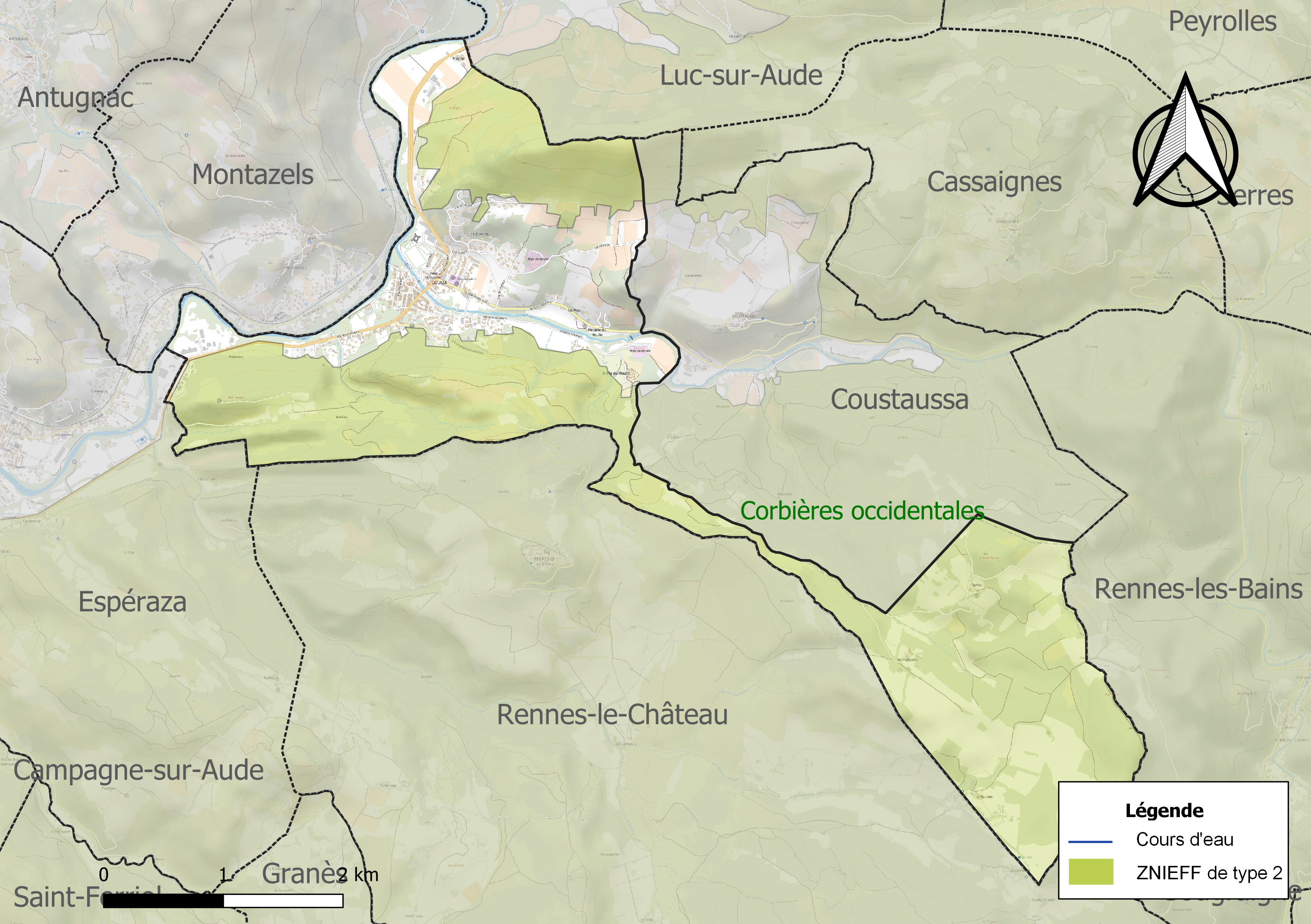
Carte de la ZNIEFF de type 2 sur la commune.

## Urbanisme

### Typologie
Au 1er janvier 2024, Couiza est catégorisée bourg rural, selon la nouvelle grille communale de densité à 7 niveaux définie par l'Insee en 2022.
Elle appartient à l'unité urbaine d'Espéraza, une agglomération intra-départementale dont elle est ville-centre,. La commune est en outre hors attraction des villes,.

### Occupation des sols
L'occupation des sols de la commune, telle qu'elle ressort de la base de données européenne d’occupation biophysique des sols Corine Land Cover (CLC), est marquée par l'importance des forêts et milieux semi-naturels (48,9 % en 2018), en diminution par rapport à 1990 (56,9 %). La répartition détaillée en 2018 est la suivante : 
zones agricoles hétérogènes (38,8 %), forêts (27 %), milieux à végétation arbustive et/ou herbacée (21,9 %), zones urbanisées (10,5 %), cultures permanentes (1,9 %). L'évolution de l’occupation des sols de la commune et de ses infrastructures peut être observée sur les différentes représentations cartographiques du territoire : la carte de Cassini (XVIIIe siècle), la carte d'état-major (1820-1866) et les cartes ou photos aériennes de l'IGN pour la période actuelle (1950 à aujourd'hui).

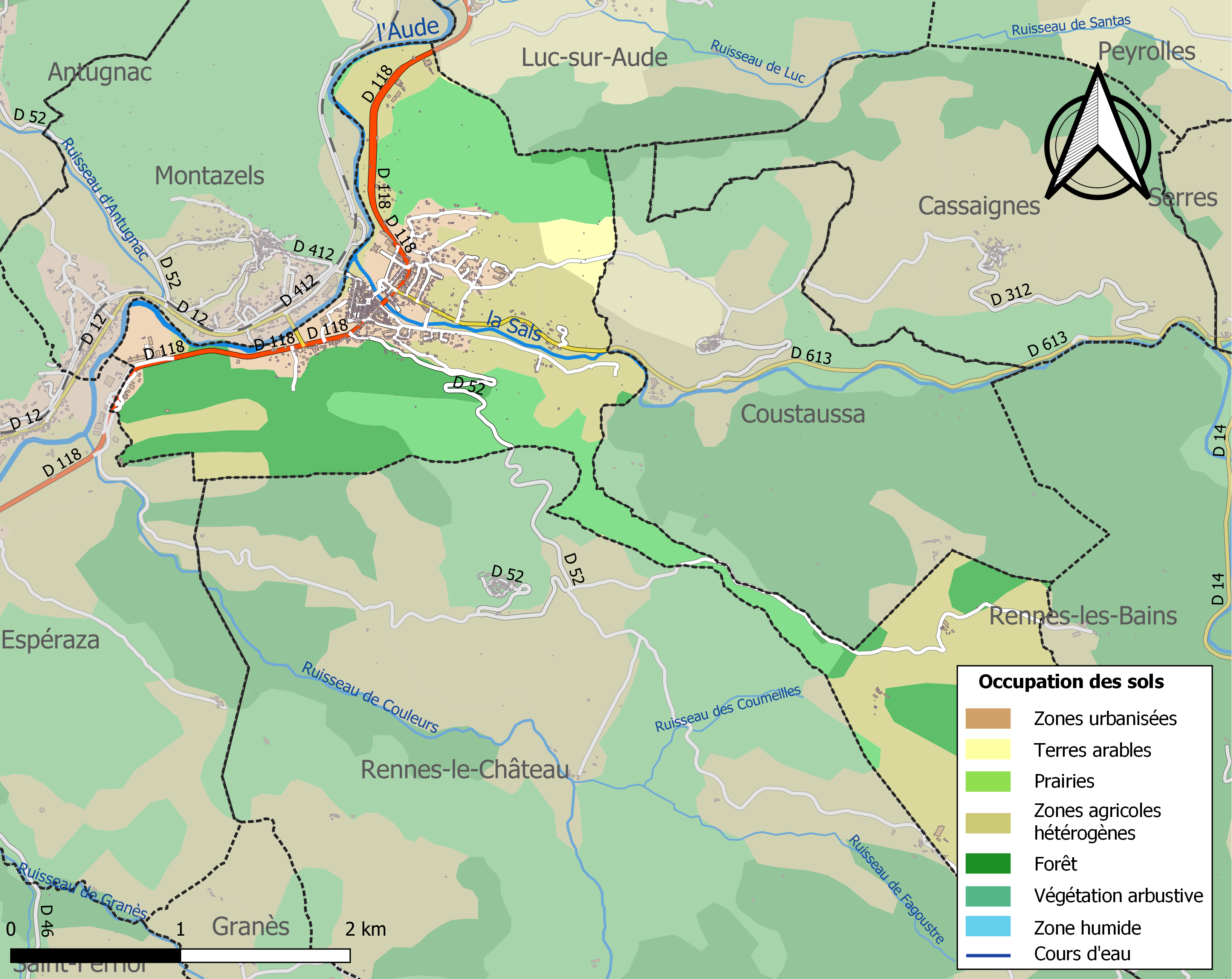
Carte des infrastructures et de l'occupation des sols de la commune en 2018 (CLC).

### Risques majeurs
Le territoire de la commune de Couiza est vulnérable à différents aléas naturels : météorologiques (tempête, orage, neige, grand froid, canicule ou sécheresse), inondations, feux de forêts et séisme (sismicité modérée). Il est également exposé à deux risques technologiques,  le transport de matières dangereuses et la rupture d'un barrage, et à un risque particulier : le risque de radon. Un site publié par le BRGM permet d'évaluer simplement et rapidement les risques d'un bien localisé soit par son adresse soit par le numéro de sa parcelle.

#### Risques naturels
Certaines parties du territoire communal sont susceptibles d’être affectées par le risque d’inondation par débordement de cours d'eau, notamment la Sals et l'Aude. La commune a été reconnue en état de catastrophe naturelle au titre des dommages causés par les inondations et coulées de boue survenues en 1982, 1988, 1992, 1996, 2009, 2018, 2019 et 2020,.

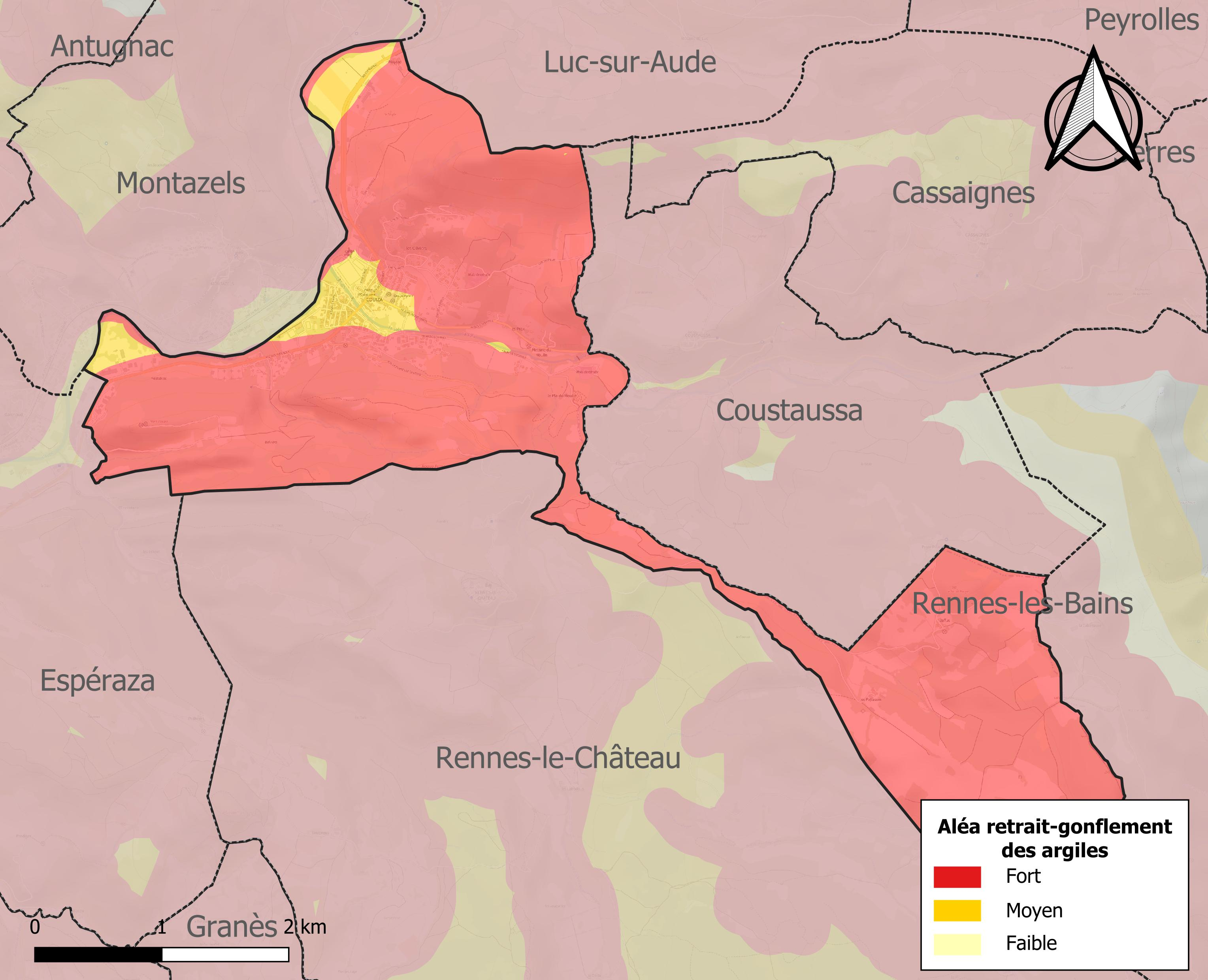
Carte des zones d'aléa retrait-gonflement des sols argileux de Couiza.

Le retrait-gonflement des sols argileux est susceptible d'engendrer des dommages importants aux bâtiments en cas d’alternance de périodes de sécheresse et de pluie. La totalité de la commune est en aléa moyen ou fort (75,2 % au niveau départemental et 48,5 % au niveau national). Sur les 579 bâtiments dénombrés sur la commune en 2019, 579 sont en aléa moyen ou fort, soit 100 %, à comparer aux 94 % au niveau départemental et 54 % au niveau national. Une cartographie de l'exposition du territoire national au retrait gonflement des sols argileux est disponible sur le site du BRGM,.

#### Risques technologiques
Le risque de transport de matières dangereuses sur la commune est lié à sa traversée par une route à fort trafic. Un accident se produisant sur une telle infrastructure est en effet susceptible d’avoir des effets graves au bâti ou aux personnes jusqu’à 350 m, selon la nature du matériau transporté. Des dispositions d’urbanisme peuvent être préconisées en conséquence.
La commune est en outre située en aval des barrages de Matemale et de Puyvalador, deux ouvrages de classe A, situés dans le département des Pyrénées-Orientales. À ce titre elle est susceptible d’être touchée par l’onde de submersion consécutive à la rupture d'un de ces ouvrages.

#### Risque particulier
Dans plusieurs parties du territoire national, le radon, accumulé dans certains logements ou autres locaux, peut constituer une source significative d’exposition de la population aux rayonnements ionisants. Certaines communes du département sont concernées par le risque radon à un niveau plus ou moins élevé. Selon la classification de 2018, la commune de Couiza est classée en zone 2, à savoir zone à potentiel radon faible mais sur lesquelles des facteurs géologiques particuliers peuvent faciliter le transfert du radon vers les bâtiments.

## Toponymie
En 1253 (1659) Conesa, Coneze.

## Histoire

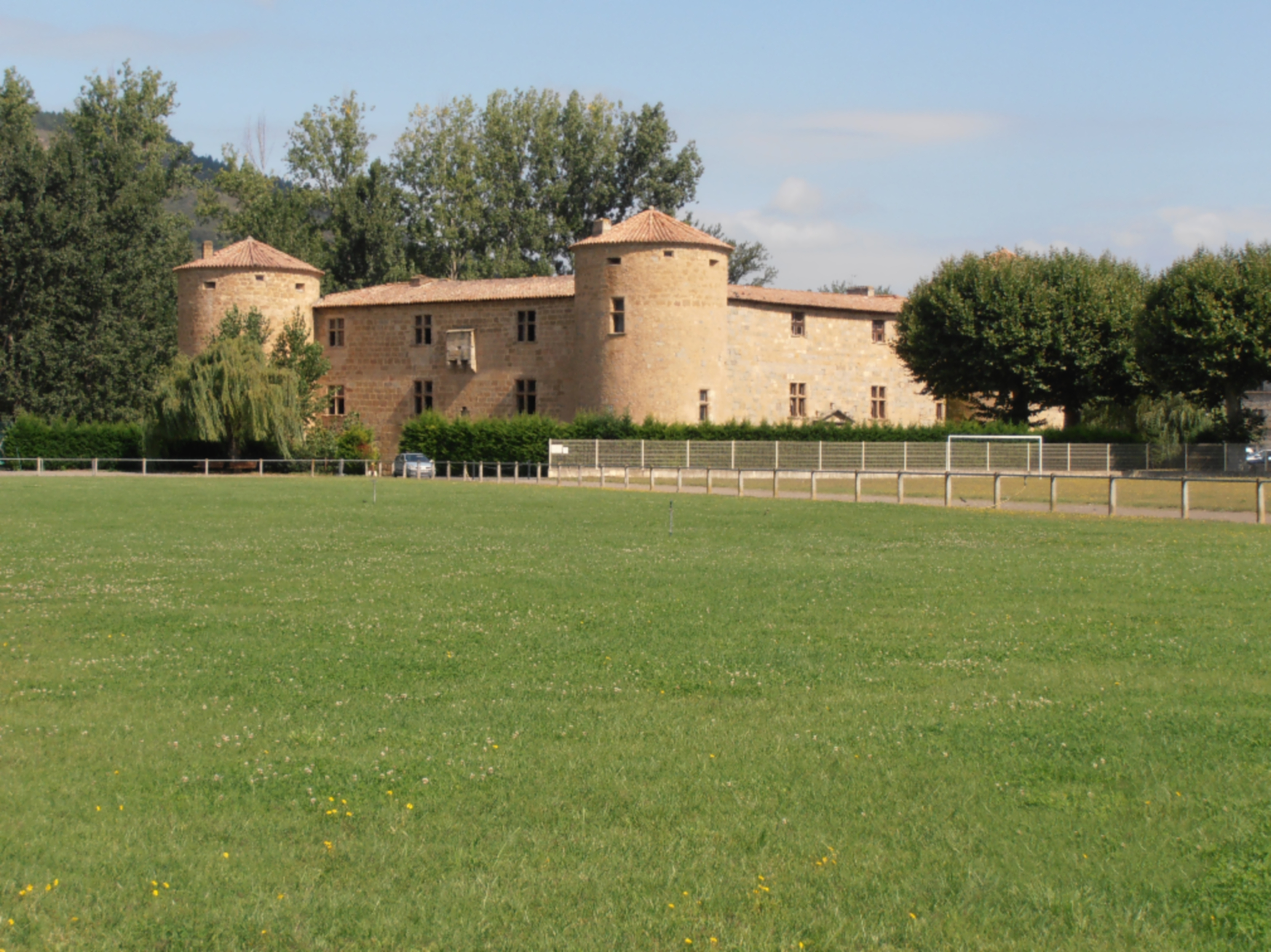
Château des ducs de Joyeuse.

Couiza est très ancienne, elle attire très tôt du fait de sa position et de la proximité du « fleuve Atax » (Strabon, Pline l'Ancien, Pomponius Mela) les Romains. Au Ier siècle, un habitat se développe aux « Oliviers », au « Single » et vers « Gournet ». Les « Oliviers » sont  occupés du Ier au IVe siècle. Deux as dont l'un de Nerva (96-98) et l'autre de Dioclétien (284-305) découvert in situ, en témoignent. Les hauteurs environnantes sont préférées aux rives marécageuses de la Salz.
Mais des villae à vocation agricole s'implantent sur les rives de l'Aude et de la Salz, les colons préférant ces meilleures terres. Peut-être que l'origine du mot Couiza, est issu du nom d'un colon romain, Cupitius ou Cusius. Couiza (Couzanum, Coinsanum, Couissan, Couyzan, Couisan, Couvizan, Couyza, Couizan, Couiza) est à la croisée des voies de communication romaines : voie du Razès, des Corbières. Celles-ci seront utilisées jusqu'au Moyen Âge.
À l'époque carolingienne, l'évangélisation verra la construction vers le VIIIe siècle, de nombreuses églises et chapelles autour desquelles se regroupent les habitats. Des abbayes vont fleurir çà et là. En 1212 les prêtres de Montazels possèdent l'église de Couiza, tandis que l'abbaye de Joucou possède un moulin à Couiza au XIIIe siècle.
Couiza est un carrefour important entre la haute-vallée de l'Aude, la plaine de Carcassonne et les Corbières occidentales, via Arques et Rennes-le-Château. Au fil des siècles, les religieux fortifient sommairement le bourg (XIIe siècle), en témoignent les termes toponymiques : rue de la Force (dérivé du latin forcia) que l'on relève également dans les registres d'enquêtes de l'Inquisition : "dans la force de Couiza" (administration du consolament à Raymond de Roquefeuil et sa mère, la dame de Niort). Le bourg se développe modestement par rapport aux villages et villes fortifiées des alentours et au XIIIe siècle, Couiza ne compte que quelques feux.
Lors de la guerre contre les cathares, les croisés s'en emparent et elle tombe entre les mains de Pierre de Voisins (qui devient également seigneur de Rennes-le-Château, de Coustaussa, d'Arques, d'Antugnac et autres lieux). Une « bataille de la Salz » est décrite par de nombreux auteurs du XIXe siècle, elle se serait déroulée dans les environs de « Gournet ». Des vestiges d'armes furent découverts, mais rien ne prouve que ce sont les conséquences d'une bataille liée à cet épisode. Couiza, habitat isolé, a vu défiler de nombreux envahisseurs qui, du IVe au VIIIe siècle, ravagèrent et pillèrent les campagnes. La fin de la dynastie des Voisins coïncide avec la construction du château vers 1513 par l'alliance avec la famille de Joyeuse. Cette famille donnera d’importants personnages parmi les intendants du Languedoc. Guillaume de Joyeuse s'installe en 1562 au château de Couiza. Il est d'abord évêque d'Alet-les-Bains puis lieutenant-général en 1561 et maréchal en 1582. Il est aussi le chef de la ligue catholique et organise la lutte contre les Montmorency et les huguenots durant les guerres de Religion.
Couiza est à la fin du XIXe siècle et jusqu’aux années 1930 un bourg industriel actif centré sur la chapellerie. L'histoire de la chapellerie dans la vallée, débute à Bugarach. Les prisonniers issus de ce village, durant la guerre de Trente ans, ramenèrent de Pologne le savoir-faire. Puis, ils établissent la fabrique dans la vallée, bénéficiant ainsi d'une énergie naturelle apportée par l'Aude.

## Politique et administration

### Découpage territorial
La commune de Couiza est membre de la communauté de communes du Limouxin, un établissement public de coopération intercommunale (EPCI) à fiscalité propre créé le 2 décembre 2016 dont le siège est à Limoux. Ce dernier est par ailleurs membre d'autres groupements intercommunaux.
Sur le plan administratif, elle est rattachée à l'arrondissement de Limoux, au département de l'Aude, en tant que circonscription administrative de l'État, et à la région Occitanie.
Sur le plan électoral, elle dépend du canton de la Haute-Vallée de l'Aude pour l'élection des conseillers départementaux, depuis le redécoupage cantonal de 2014 entré en vigueur en 2015, et de la troisième circonscription de l'Aude  pour les élections législatives, depuis le redécoupage électoral de 1986.

### Liste des maires
| Période                                  | Période   | Identité              | Étiquette | Qualité                                                                      |
| ---------------------------------------- | --------- | --------------------- | --------- | ---------------------------------------------------------------------------- |
| mars 1977                                | mars 1989 | Lucien Faure          | PS        | Chef d'entreprise, conseiller général (1987-1992)                            |
| mars 1989                                | mars 2001 | Guy Aurifeuille       | RPR       | Conseiller général (1992-1998), député suppléant de Daniel Arata (1993-1997) |
| mars 2001                                | mars 2008 | Jean-Pierre Brilleaud | DVG       |                                                                              |
| mars 2008                                | En cours  | Jacques Hortala       | PS        | Conseiller général (1998-2015)                                               |
| Les données manquantes sont à compléter. |           |                       |           |                                                                              |

## Population et société

### Démographie
| 1793 | 1800 | 1806 | 1821 | 1831 | 1836 | 1841 | 1846  | 1851 |
| ---- | ---- | ---- | ---- | ---- | ---- | ---- | ----- | ---- |
| 525  | 627  | 636  | 750  | 843  | 982  | 953  | 1 005 | 985  |

| 1856 | 1861 | 1866 | 1872  | 1876  | 1881  | 1886 | 1891 | 1896  |
| ---- | ---- | ---- | ----- | ----- | ----- | ---- | ---- | ----- |
| 930  | 956  | 920  | 1 034 | 1 132 | 1 004 | 886  | 908  | 1 010 |

| 1901  | 1906  | 1911  | 1921 | 1926  | 1931  | 1936  | 1946  | 1954  |
| ----- | ----- | ----- | ---- | ----- | ----- | ----- | ----- | ----- |
| 1 088 | 1 198 | 1 018 | 912  | 1 263 | 1 356 | 1 247 | 1 091 | 1 178 |

| 1962  | 1968  | 1975  | 1982  | 1990  | 1999  | 2005  | 2006  | 2010  |
| ----- | ----- | ----- | ----- | ----- | ----- | ----- | ----- | ----- |
| 1 126 | 1 297 | 1 314 | 1 259 | 1 287 | 1 194 | 1 198 | 1 191 | 1 147 |

| 2015  | 2020  | 2022  | - | - | - | - | - | - |
| ----- | ----- | ----- | - | - | - | - | - | - |
| 1 125 | 1 122 | 1 130 | - | - | - | - | - | - |

### Sports
Rugby à XV
- Le CO Couiza devenu le Couiza Esperaza entente sportive (COES) en 2001
  - Vice-champion de France de 1re série en 2010
  - Champion du Languedoc de 1re série en 2010
  - Champion de France de 2e série en 2009
  - Champion du Languedoc de 2e série en 2009
  - Vice-champion de France de 2e série en 2005
  - Champion de France de 3e série en 1980
  - Vice-champion de France de 3e série en 1961

## Économie

### Revenus
En 2018  (données Insee publiées en septembre 2021), la commune compte 488 ménages fiscaux, regroupant 1 033 personnes. La médiane du revenu disponible par unité de consommation est de 17 530 € (19 240 € dans le département).

### Emploi
| Division       | 2008   | 2013   | 2018   |
| -------------- | ------ | ------ | ------ |
| Commune        | 9,4 %  | 13,2 % | 11,7 % |
| Département    | 10,2 % | 12,8 % | 12,6 % |
| France entière | 8,3 %  | 10 %   | 10 %   |

En 2018, la population âgée de 15 à 64 ans s'élève à 520 personnes, parmi lesquelles on compte 69 % d'actifs (57,4 % ayant un emploi et 11,7 % de chômeurs) et 31 % d'inactifs,. Depuis 2008, le taux de chômage communal (au sens du recensement) des 15-64 ans est inférieur à celui du département, mais supérieur à celui de la France.
La commune est hors attraction des villes,. Elle compte 400 emplois en 2018, contre 482 en 2013 et 515 en 2008. Le nombre d'actifs ayant un emploi résidant dans la commune est de 303, soit un indicateur de concentration d'emploi de 131,9 % et un taux d'activité parmi les 15 ans ou plus de 38,2 %.
Sur ces 303 actifs de 15 ans ou plus ayant un emploi, 122 travaillent dans la commune, soit 40 % des habitants. Pour se rendre au travail, 77,4 % des habitants utilisent un véhicule personnel ou de fonction à quatre roues, 3,6 % les transports en commun, 13,8 % s'y rendent en deux-roues, à vélo ou à pied et 5,2 % n'ont pas besoin de transport (travail au domicile).

### Activités hors agriculture

#### Secteurs d'activités
115 établissements sont implantés  à Couiza au 31 décembre 2019. Le tableau ci-dessous en détaille le nombre par secteur d'activité et compare les ratios avec ceux du département,.
| Secteur d'activité                                                                                        | Commune | Commune | Département |
| Secteur d'activité                                                                                        | Nombre  | %       | %           |
| --- | ------- | ------- | ----------- |
| Ensemble                                                                                                  | 115     |         |             |
| Industrie manufacturière, industries extractives et autres                                                | 12      | 10,4 %  | (8,8 %)     |
| Construction                                                                                              | 4       | 3,5 %   | (14 %)      |
| Commerce de gros et de détail, transports, hébergement et restauration                                    | 43      | 37,4 %  | (32,3 %)    |
| Activités financières et d'assurance                                                                      | 4       | 3,5 %   | (2,7 %)     |
| Activités immobilières                                                                                    | 3       | 2,6 %   | (5,2 %)     |
| Activités spécialisées, scientifiques et techniques et activités de services administratifs et de soutien | 14      | 12,2 %  | (13,3 %)    |
| Administration publique, enseignement, santé humaine et action sociale                                    | 23      | 20 %    | (13,2 %)    |
| Autres activités de services                                                                              | 12      | 10,4 %  | (8,8 %)     |

Le secteur du commerce de gros et de détail, des transports, de l'hébergement et de la restauration est prépondérant sur la commune puisqu'il représente 37,4 % du nombre total d'établissements de la commune (43 sur les 115 entreprises implantées  à Couiza), contre 32,3 % au niveau départemental.

#### Entreprises
Les cinq entreprises ayant leur siège social sur le territoire communal qui génèrent le plus de chiffre d'affaires en 2020 sont : 
- Occit'alim, supérettes (1 343 k€) ;
- Sabrifa SARL, fabrication de carton ondulé (1 278 k€) ;
- SARL Des Ducs De Joyeuses, hôtels et hébergement similaire (745 k€) ;
- Control Auto Haute Vallee De L'aude - Cahva, contrôle technique automobile (241 k€) ;
- Thomas Le Jardinier, autres commerces de détail sur éventaires et marchés (52 k€).

### Agriculture
La commune fait partie de la petite région agricole dénommée « Région viticole ». En 2010, l'orientation technico-économique de l'agriculture  sur la commune est la viticulture (appellation et autre).
|                                   | 1988 | 2000 | 2010 |
| --------------------------------- | ---- | ---- | ---- |
| Exploitations                     | 38   | 11   | 10   |
| Superficie agricole utilisée (ha) | 203  | 108  | 136  |

Le nombre d'exploitations agricoles en activité et ayant leur siège dans la commune est passé de 38 lors du recensement agricole de 1988 à 11 en 2000 puis à 10 en 2010, soit une baisse de 74 % en 22 ans. Le même mouvement est observé à l'échelle du département qui a perdu pendant cette période 52 % de ses exploitations. La surface agricole utilisée sur la commune a également diminué, passant de 203 ha en 1988 à 136 ha en 2010. Parallèlement la surface agricole utilisée moyenne par exploitation a augmenté, passant de 5 à 14 ha.

## Culture locale et patrimoine

### Lieux et monuments
- Château des ducs de Joyeuse[44]

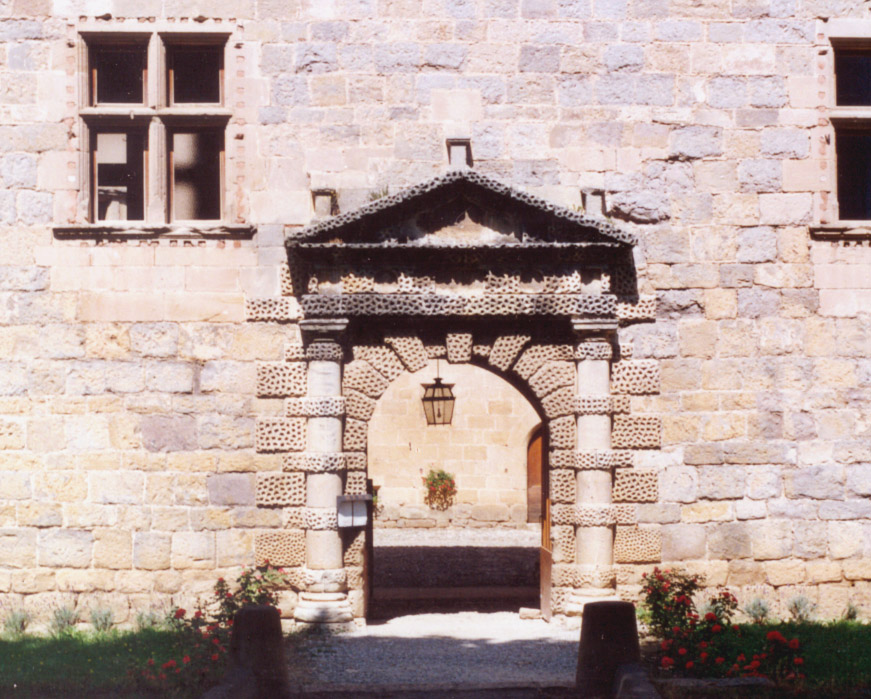
Château des ducs de Joyeuse, désormais transformé en hôtel.

Jean de Joyeuse, chambrier et connétable de France, premier gouverneur de Narbonne et lieutenant général en Languedoc fait bâtir cet édifice entre 1540 et 1550. Son fils Guillaume III assure la suite des travaux qui va connaître un siège en 1577 au cours des guerres de Religion entre protestants et catholiques. Au cours des siècles, le château a connu diverses utilisations. Longtemps abandonné, puis transformé en usine de teinture, avant de servir de centre de formation agricole, il est néanmoins très bien conservé. L'enceinte extérieure médiévale, flanquée de quatre tours, tranche avec la cour intérieure à l'architecture plus chargée de style Renaissance. Classé Monument historique, il est maintenant transformé en hôtel.
- Église Saint-Jean-Baptiste de Couiza.

### Personnalités liées à la commune
- Maison de Joyeuse dont le château situé à Couiza est construit entre 1540 et 1550.
- Claude de Rebé (1587-1659), prélat français qui fut archevêque de Narbonne, a des attaches familiales à Couiza.
- Déodat Roché (1877-1978), magistrat, philosophe, anthroposophe, franc-maçon, homme politique et historien du catharisme, élu conseiller général du canton de Couiza.
- Elisa Reverter i López (1917-2009), artiste et femme politique catalane, déportée au camp de concentration de Couiza après la guerre d'Espagne[45].

### Héraldique
| Blason de Couiza | Blason  | D'azur à l'agneau pascal d'argent.                              |
| Blason de Couiza | Détails | Le statut officiel du blason reste à déterminer.                |
| Blason de Couiza | Alias   | De sinople aux trois billettes d'or posées et rangées en barre. |